# Euagrotis bairdii
Euagrotis bairdii là một loài bướm đêm trong họ Noctuidae.